# Esquermes
Esquermes is een plaats in het Franse Noorderdepartement. Esquermes was een zelfstandig gemeente tot 1858, toen het bij Rijsel werd aangehecht. Tegenwoordig is Vauban-Esquermes een wijk van de stad Rijsel. De wijk ligt in het westen van de stadskern. In de huidige wijk ligt de Citadel van Rijsel.

## Geschiedenis
In Esquermes werden sporen teruggevonden uit de Merovingische periode. Ook de resten plattelandsgebouwen uit de 10de eeuw werden er ontdekt.
Door het gebied liepen de Deule en de Arbonnoise. Hun stilstaande wateren en moerasgronden verhinderden eventuele stadsuitbouw. Esquermes bleef zo een landelijke gemeente tot de 18de eeuw, net buiten de muren van Rijsel.
Onder Lodewijk XIV liet Vauban met het oog op de bouw van de citadel hier waterbouwkundige werken uitvoeren voor het regelen van het water van de Deule en omgeving. Deze werken droegen ook bij aan de bouw van de Port Vauban in de nabijgelegen Faubourg de la Barre, een buitenwijk van Wazemmes. In de 19de eeuw bleef de ontwikkeling van Esquermes nog beperkt, maar de Faubourg de la Barre begon zich sterk te ontwikkelen. Door de industriële revolutie ging men op zoek naar de plaats die ontbrak binnen de muren van de oude stad, en die ruimte vond men nog in de plattelandsgemeenten Esquermes en Wazemmes. Deze plaatsen ontwikkelden zich verder in de loop van de eeuw en in 1858 werd Esquermes net als de gemeenten Wazemmes, Moulins-Lille en Fives aangehecht bij Rijsel. De vroegere dorpskernen van Esquermes en Wazemmes en de Faubourg de la Barre werden opgenomen in de nieuwe versterkte stadsrand. Een deel van het vroegere grondgebied van Esquermes bleef buiten de muren, zoals de wijk Bois-Blancs en de latere Faubourgs du Sud. De aanhechting bij Rijsel ging gepaard met een doorgedreven urbanisatiepolitiek. Nieuwe lanen en moderne infrastructuren werden aangelegd. Ook de Vauban-wijk werd onder handen genomen. Moderne technieken maakten in de 19de eeuw verdere drooglegging en regeling van de waterlopen mogelijk. De waterlopen en dijken die vroeger de oude dorpjes bevoorraadden verdwenen grotendeels.
De Vauban-wijk trok aan het begin van de 20ste eeuw vooral een rijke bevolking van industriële en handelaars aan. De Faubourg de la Barre bleef een volkse buurt, en de plaats van het vroegere dorp Esquermes werd vooral beïnvloed door de industrialisatie, vooral naar de grens met Wazemmes toe. Deze wijken werden samengebracht in één stadsdeel onder de naam Vauban-Esquermes.

## Bezienswaardigheden
- De Eglise Saint-Martin van Esquermes, gebouwd tussen 1847 en 1855
- De Chapelle Notre-Dame-de-Réconciliation, uit de 13de eeuw
- De Citadel van Rijsel, bijna twee kilometer ten noorden van het vroegere dorp, maar gelegen in de huidige wijk

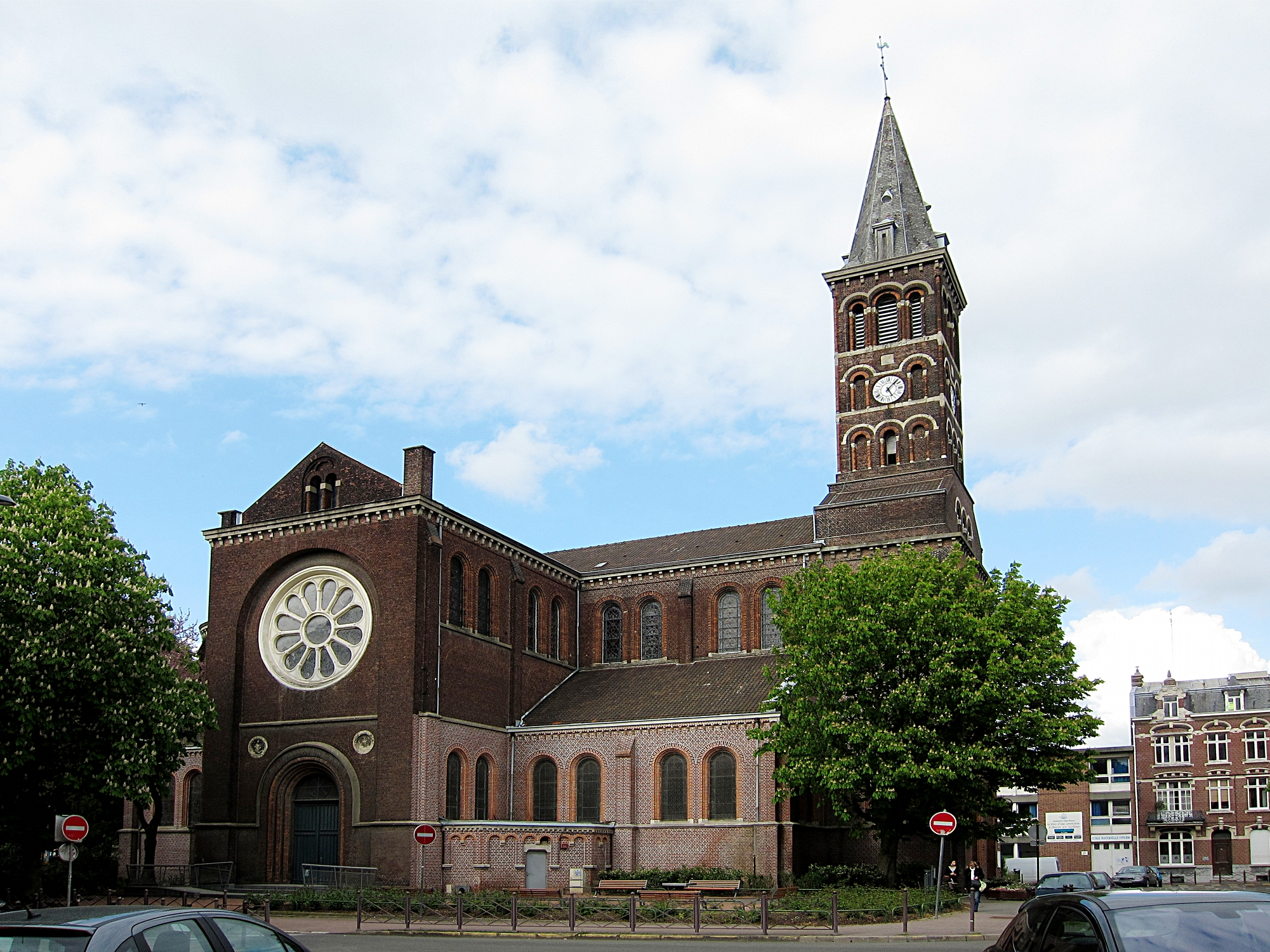
De Eglise Saint-Martin van Esquermes
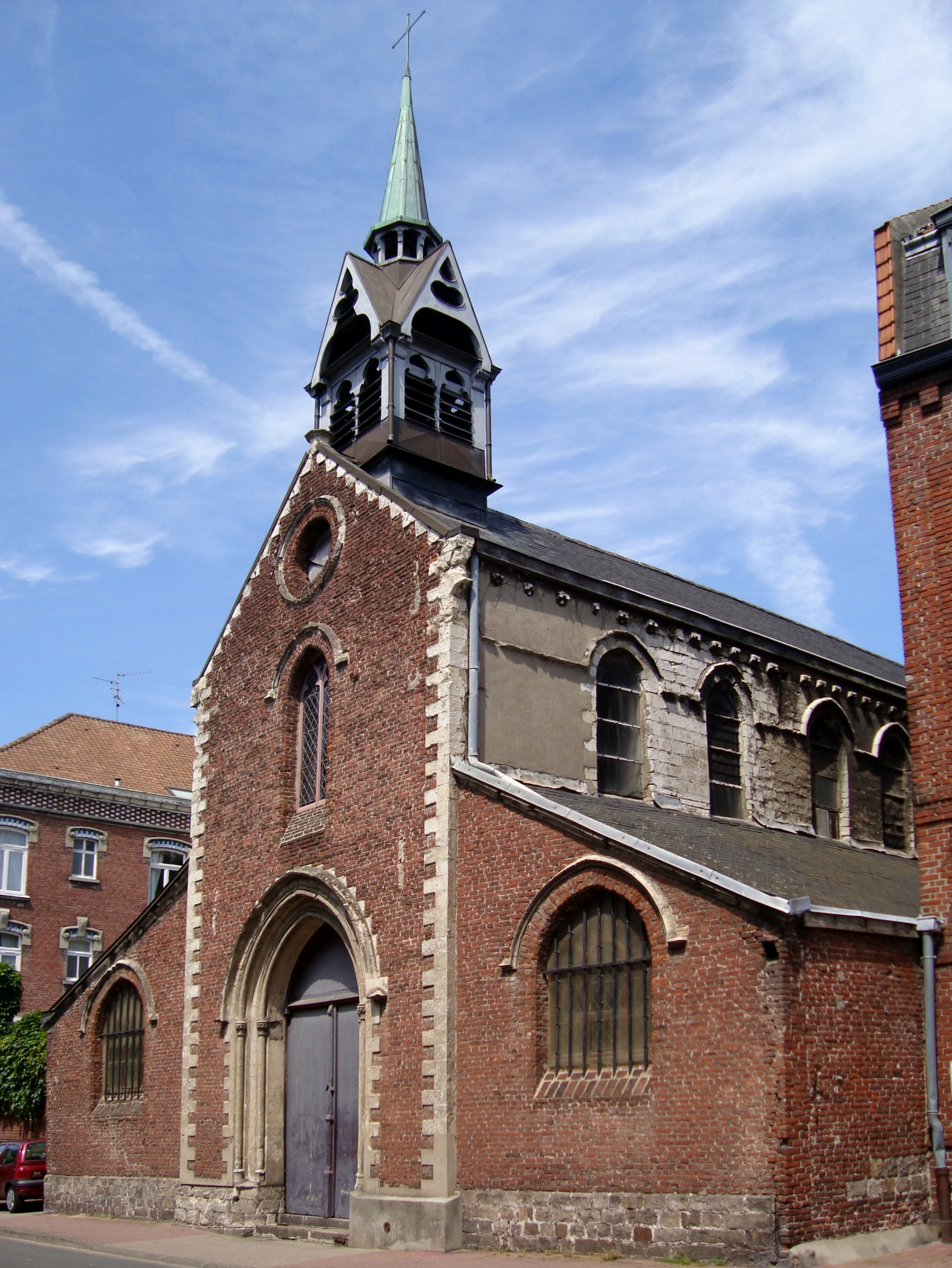
De Chapelle Notre-Dame-de-Réconciliation
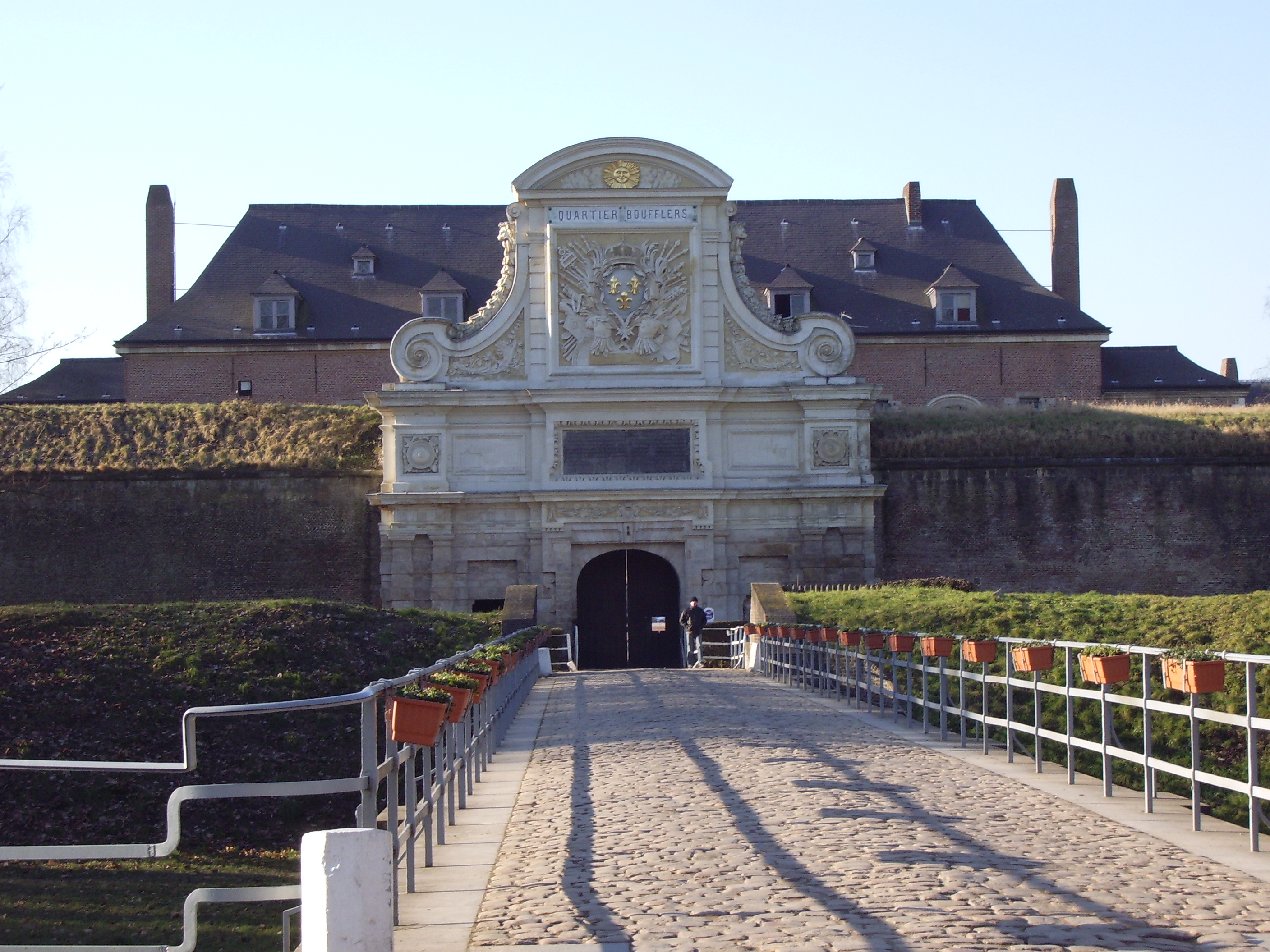
Ingang van de citadel